# Тильплац (станция метро)
«Тильплац» (нем. Thielplatz) — станция Берлинского метрополитена. Расположена на линии U3, между станциями «Далем-дорф» (нем. Dahlem-Dorf) и «Оскар-Хелене-Хайм» (нем. Oscar-Helene-Heim). Станция расположена между улицами Брюммерштрассе (нем. Brümmerstraße) и Лёлайнштрассе (нем. Löhleinstraße). Рядом находится кампус Свободного университета Берлина в Далеме.

## История
Станция открыта 12 октября 1913 года в составе участка «Хоэнцоллернплац» — «Тильплац» и расположена в районе Берлина Штеглиц-Целендорф. Станция названа в честь прусского государственного деятеля Гуго Тиля и была южной конечной линии U3 на протяжении 15 лет, непосредственно за станцией находилось депо и ремонтный цех подвижного состава. В 1981 году в юго-западном конце платформы был сооружён новый выход, также была продлена крыша над платформой.

## Архитектура и оформление

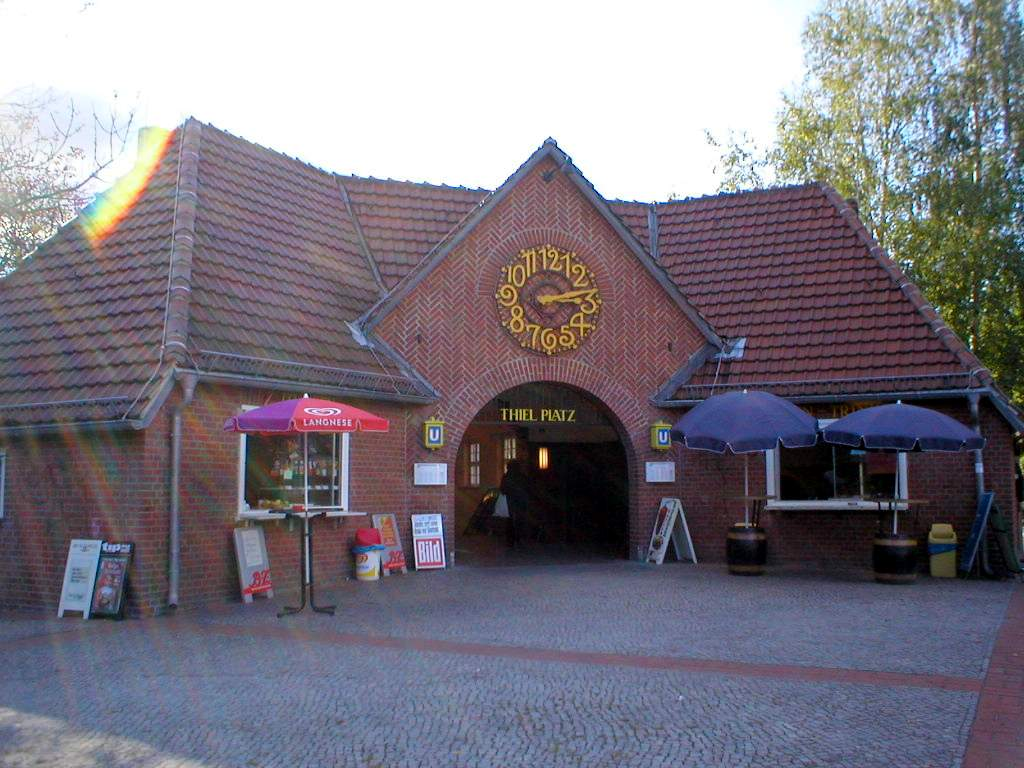
Вестибюль

Станция была построена по проекту архитектора Генриха Штраумера. Наземный вестибюль, построенный в 1913 году, расположен в северном торце станции и спроектирован с учётом построенной неподалёку виллой Германа Мутезиуса в Николасзее (нем. Nikolassee). Изнутри вестибюль облицован красно-коричневой керамической плиткой и украшен майоликой с изображением  животных и растений. На платформе станции сохранились две деревянных скамьи, при входе на станцию сохранились старые часы. Путевая стена со стороны Лёлайнштрассе укреплена бетонными плитами и покрашена в синий цвет.